# Loßnitzer (Familienname)
Loßnitzer bzw. Lossnitzer ist ein Familienname in Deutschland.
Seine Träger gehen auf verschiedene Orte namens Loßnitz bzw. Lößnitz zurück.

## Namensträger
- August Julius Loßnitzer (1831–1913), deutscher Jurist
- Heinz Loßnitzer (1904–1964), deutscher Meteorologe und Hochschullehrer
- Johannes von Loßnitzer (1848–1925), Oberst z.D. des sächsischen Heeres, am 19. Juli 1915 in den sächsischen Adelsstand erhoben. Vater von Karl Erich von Lossnitzer.
- Karl Erich von Lossnitzer, (1886–1942) Funktionär der NSDAP-Auslandsgliederung und des Deutschen Pfadfinderbundes Namibia, Oberstleutnant der Wehrmacht
- Max Lossnitzer (1887–1917), deutscher Kunsthistoriker
- Ott-Helmuth von Lossnitzer (1898–1989), deutsch-amerikanischer Militär und Waffenkonstrukteur, Forschungsdirektor der Mauserwerke (1933–1945) sowie der Springfield Armory (1957–1968)